# Stazione di Tusa
La stazione di Tusa è una stazione ferroviaria posta sulla linea Palermo-Messina e serve il centro abitato di Tusa.